# Шкурин, Илья Сергеевич
Илья́ Серге́евич Шку́рин (бел. Ілья Сяргеевіч Шкурын; род. 17 августа 1999, Витебск) — белорусский футболист, нападающий клуба «Легия».

## Клубная карьера

### «Витебск»
Воспитанник витебской СДЮШОР ФК «Витебск». С 2016 года начал выступать за дубль «Витебска». В 2017 году прочно закрепился в дубле, за первую половину сезона забил 11 голов. В июле 2016 года был приглашён на просмотр в киевское «Динамо», но вскоре вернулся в Витебск, где стал привлекаться к основному составу. 23 июля 2017 года дебютировал в основной команде в матче 1/8 финала Кубка Беларуси против «Слуцка» (0:0, пен. 2:4), когда вышел на замену на 87-й минуте, то провёл на поле 30 минут дополнительного времени и создал ряд опасных моментов. Через неделю, 29 июля, дебютировал в Высшей лиге, выйдя на замену во втором тайме домашнего матча против «Крумкачей» (2:2). В этом матче заставил вратаря гостей Евгения Костюкевича нарушить правила и получить красную карточку. 5 августа, во втором своём матче в Высшей лиге против могилёвского «Днепра», вышел на замену на 70-й минуте и забил победный гол (итоговый счёт 2:1), который стал для футболиста дебютным в элитном дивизионе.
С сентября 2017 года до конца сезона не появлялся на поле из-за травмы. Вернулся на поле лишь в июне 2018 года, сначала играл за дубль (где в сезоне 2018 забил 18 голов), а вскоре стал выступать и за основную команду, выходя на замену.

### «Энергетик-БГУ»
С 2019 года выступал за «Энергетик-БГУ». В первой половине сезона преимущественно выходил на замену, выступал за дубль, однако позднее закрепился в стартовом составе, став основным нападающим команды. 27 сентября 2019 года в матче с «Минском» (6:1) оформил покер, 26 октября того же года стал автором хет-трика в мачте с минским «Динамо» (3:3). В 2019 году стал лучшим бомбардиром чемпионата Беларуси с 19 голами, при том что клуб занял лишь 12 место из 16 в турнирной таблице.

### ЦСКА (Москва)
В декабре 2019 года «Энергетик-БГУ» и «Динамо-Брест» достигли соглашения о переходе Шкурина. Сделка была оформлена 8 января 2020 года и сумма трансфера составила $95 тыс. Однако уже 9 января 2020 года состоялся трансфер Шкурина из «Динамо-Брест» в московский ЦСКА, сумма составила 500 тыс. долларов.
29 февраля 2020 года Шкурин дебютировал за ЦСКА, выйдя на замену в матче с «Уралом». До конца сезона Илья сыграл лишь в четырёх матчах чемпионата. 15 августа 2020 года забил первый гол за ЦСКА, поразив ворота «Тамбова», в итоге матч закончился победой ЦСКА со счётом 2:1.

#### Аренда в «Динамо» Киев
9 июля 2021 года перешёл в киевское «Динамо» на правах аренды до конца сезона 2021/22 с правом выкупа. 10 июля отправился с «Динамо» на второй подготовительный сбор в Швейцарию. 22 августа 2021 года дебютировал за «Динамо» в матче украинской Премьер-лиги против «Десны» (4:0), сменив после перерыва Дениса Гармаша. За отведённое время форвард был активен и принял непосредственное участие в четвёртом голе команды: именно после его удара головой мяч попал в Тараса Завийского и залетел в ворота. Шкурин стал 8-м белорусским легионером, который играл за «Динамо» в любом официальном турнире за время независимости Украины.

#### Аренда в «Ракув»
26 февраля 2022 года отправился в аренду в польский «Ракув». 19 марта 2022 годе дебютировал за польский клуб против «Легии». 2 апреля 2022 года сыграл свой первый матч в стартовом составе польского клуба против «Варты», где был заменён на 65 минуте. В последних матчах сезона не попадал в заявку, а сам клуб потерял шансы стать чемпионом в Экстраклассе. В конце мая 2022 года главный тренер польского клуба сообщил, что аренда футболиста продлена не будет. Позже было сообщено, что игрок будет в клубе до конца года, пока не закончится аренда. В сентябре 2022 года польский клуб расторг арендное соглашение с игроком.

#### Аренда в «Маккаби» Петах-Тиква
В сентябре 2022 года отправился в аренду в «Маккаби» Петах-Тиква из второго дивизиона израильского футбола. Дебютировал за клуб 12 сентября 2022 года в матче против «Хапоэля» из города Ришон-ле-Цион, где на 20 минуте отличился дебютным голом. В матче 7 ноября 2022 года против клуба «Бней Иегуда» отличился забитым дублем. После матча 11 ноября 2022 года против клуба «Агудат Спорт» из Ашдода у футболиста произошёл конфликт с болельщиками его клуба, из-за чего на игрока было заведено дисциплинарное дело. По итогу дисциплинарного выговора футболист получил штраф в размере 500 долларов. В матче 1 мая 2023 года против клуба «Бней Иегуда» футболист оформил дубль и вместе с командой обеспечил клубу повышение в дивизионе. По итогу сезона футболист вместе с клубом стал чемпионом Лиги Леумит, а также стал лучшим бомбардиром клуба с 15 забитыми голами во всех турнирах.

### «Сталь» Мелец
В июне 2023 года агент футболиста сообщил, что «Маккаби» желает продолжить сотрудничество в виде продления арендного соглашения или полноценного трансфера, а также ещё несколько клубов израильского чемпионата были заинтересованы в услугах белоруса. В июле 2023 года перешёл в польский клуб «Сталь», с которым заключил однолетний контракт. Дебютировал за клуб 22 июля 2023 года в матче против «Краковии», также отличившись дебютным забитым голом и результативной передачей. По итогу 1-го тура чемпионата футболист попал в символическую сборную. В матче 8 ноября 2023 года в рамках Кубка Польши против «Гарбарни» отличился дублем. В матче 25 ноября 2023 года против клуба «Погонь» футболист оформил хет-трик. Футболист был назван лучшим игроком польского чемпионата по итогу ноября 2023 года. В январе 2024 года футболист подписал полноценный контракт с мелецкой «Сталью» до лета 2025 года с опцией продления ещё на сезон, который вступает в силу с июля 2024 года по окончании срока арендного соглашения.

### «Легия»
20 февраля 2025 года стал игроком «Легии». Вместе с клубом стал обладателем Кубка Польши, где в финале 2 мая 2025 года «Легия» победила щецинскую «Погонь» со счётом 4:3, Шкурин забил мяч на 65-й минуте, после выхода на замену. 13 июля 2025 года «Легия» стала обладателем Суперкубка Польши, обыграв «Лех» со счётом 2:1, Шкурин забил мяч на 44-й минуте матча.

## Карьера в сборной
1 сентября 2017 года дебютировал в молодёжной сборной Беларуси в матче отборочного турнира чемпионата Европы 2019 года против Греции (0:2), выйдя на замену во втором тайме. В 2019 белорусские болельщики стали требовать от Михаила Мархеля включить Шкурина в сборную страны на матчи плей-офф Лиги Наций. Но тренер его игнорировал из-за конфликта.
В марте 2020 года был вызван в национальную сборную Беларуси. В августе 2020 года отказался выступать за сборную до тех пор, пока Александр Лукашенко руководит страной. В декабре 2020 года был исключён из списка кандидатов в молодёжную и национальную сборные Беларуси по футболу, а также был лишён льготы, которая давала право на отсрочку от воинской службы.

## Достижения
«Маккаби» Петах-Тиква
- Победитель Лиги Леумит: 2022/23

«Легия»
- Обладатель Кубка Польши: 2024/25
- Обладатель Суперкубок Польши: 2025